# Sophie el Goulli
Sophie el Goulli (4 tháng 2 năm 1932 - 10 tháng 10 năm 2015) là một nhà văn và nhà sử học nghệ thuật người Tunisia.
Cô sinh ra ở Sousse và được giáo dục tại Sorbonne. El Goulli làm việc cho Bộ Văn hóa Tunisia và giảng dạy lịch sử nghệ thuật tại Đại học Tunis. Cô cũng đã đóng góp cho tạp chí nghệ thuật điện ảnh SeptièmArt. Cô đã nghỉ hưu năm 1993 và chuyển đến Tunis, nơi cô qua đời vào ngày 10 tháng 10 năm 2015.
El Gouilli thành lập thư viện phim Tunisia. Cô đã nhận được Prix Culturel du Cinéma vào năm 1991 và Prix national de la Critique vào năm 1992.

## Tác phẩm được chọn[1]
- Ký, thơ (1973)
- Ammar Farhat, chuyên khảo (1979)
- Nos rêves, thơ cho thiếu nhi (1980) [5]
- Vertige solaire, thơ (1981) [5]
- Les mystères de Tunis, tiểu thuyết (1993)
- Peinture en Tunisie, lịch sử nghệ thuật (1994)